# NGC 301
NGC 301 أو إن جي سي 301 هي مجرة حلزونية تبعد عن النظام الشمسي حوالي 204 مليون سنة ضوئية في كوكبة قيطس. تم اكتشافها في 1886 على يد فرانك مولر.

## وصلات خارجية
- NGC 301 على موقع ويكي سكاي: DSS2, SDSS, GALEX, IRAS, Hydrogen α, X-Ray, Astrophoto, Sky Map, Articles and images
- SEDS